# Tolcsva
Tolcsva es un pueblo en el Condado de Borsod-Abaúj-Zemplén, Hungría. Es el lugar de nacimiento del pionero del cine William Fox.

## Residentes notables
- Barna Buza, Político y jurista húngaro, Ministro de Agricultura (1918-1919) y Ministro de Justicia (1918)
- Béla Mezőssy, Político húngaro, Secretario de Agricultura (1906-1910) y Ministro de Agricultura (1917-1918)
- Margit Feldman (1929-2020), Activista y sobreviviente del Holocausto húngaro,[2]
- William Fox, Húngaro-estadounidense empresario, fundador de Fox Film Corporation y Fox West Coast Theatres